# Schorndorf, Oberpfalz
Schorndorf är en kommun och ort i Landkreis Cham i Regierungsbezirk Oberpfalz i förbundslandet Bayern i Tyskland.